# Aracima muscosa
Aracima muscosa är en fjärilsart som beskrevs av Butler 1878. Aracima muscosa ingår i släktet Aracima och familjen mätare. Inga underarter finns listade i Catalogue of Life.